# Asedio de Tarento
El asedio de Tarento tuvo lugar entre el 28 de octubre de 1501 y el 1 de marzo de 1502 durante el transcurso de la segunda guerra de Nápoles.  Las tropas españolas bajo el mando del Gran Capitán Gonzalo Fernández de Córdoba sitiaron la ciudad, donde se encontraba el joven príncipe napolitano Fernando de Aragón, hasta su rendición.

## Contexto
En 1500 Luis XII de Francia y Fernando el Católico firmaron el tratado de Granada, por el que ambos acordaban repartirse a partes iguales el reino de Nápoles, todavía bajo el reinado de Federico I.  En cumplimiento de este acuerdo, en julio de 1501 el ejército francés de Bérault Stuart d'Aubigny invadió el reino desde el norte reduciendo Capua y Nápoles, mientras las tropas españolas de Gonzalo Fernández de Córdoba (600 soldados de caballería y 3.800 de infantería)), llegando desde Sicilia, ocupaban Calabria y Apulia en el sur sin encontrar resistencia más que en Manfredonia y Tarento.
Federico I, con el ejército y la economía deshechas tras la guerra de Nápoles de 1494-98, fue incapaz de oponerse a ambos contrincantes, y se vio obligado a retirarse a Ischia, desde donde fue conducido en calidad de prisionero a Francia.  Su hijo primogénito Fernando, en esta fecha de tan solo 14 años, había sido enviado a Tarento bajo la tutela del conde de Potenza Juan de Guevara por su seguridad.
La ciudad de Tarento se encontraba en una isla; daba al sur con el golfo de Tarento en el Mediterráneo y al norte con un mar interior llamado el mare piccolo.  Dos puentes, uno al este y otro al oeste, la comunicaban con el continente. La ciudad, gobernada por Leonardo Alejo, había sido abundantemente avituallada en previsión del asedio.

## El asedio
Fernández de Córdoba dispuso sus tropas rodeando Tarento, mientras la armada española de Juan de Lezcano patrullaba la costa sur italiana en su apoyo; los puentes que daban acceso a la ciudad fueron bloqueados por las fuerzas españolas.
Entrados en parlamento, Fernández de Córdoba y Fernando de Aragón acordaron una tregua de dos meses en espera de que el depuesto rey de Nápoles hiciera llegar sus instrucciones a su hijo; hasta entonces pactaron que las fuerzas españolas no iniciarían las hostilidades, y las napolitanas no reforzarían sus defensas ni recibirían socorros.  En garantía del cumplimiento de la tregua ambas partes se intercambiaron rehenes.
| Fue aquel cerco el más largo de cuantos se han visto en Italia, según era perezoso y reposado. |

Sucedió por aquellas fechas que Felipe de Ravenstein al mando de la armada francesa naufragó frente a las costas de Calabria tras ser rechazado por los turcos en Mitilene. Fernández de Córdoba mandó socorrerle generosamente, lo que provocó que las tropas españolas, mal pagadas y hastiadas de la inactividad de un asedio tan lento, se amotinasen; Córdoba reprimió la rebelión con la ejecución del cabecilla de los sublevados.  Poco después ordenaría requisar una nao genovesa que llevaba hierro a los turcos por valor de 100.000 ducados, con lo que pagó las soldadas atrasadas de sus tropas.
Las autoridades de Tarento fueron sondeadas por el militar francés Yves d'Alègre para que entregasen la ciudad a los franceses. Pasados los dos meses sin que los tarentinos hubieran recibido respuesta de Federico I, se renovó la tregua por dos meses más.
Con el fin de acometer la toma de la ciudad, Fernández de Córdoba dispuso que 20 de las carabelas más pequeñas de su armada fueran transportadas por tierra hasta el mar interior, lo que los soldados españoles llevaron a cabo «con grande fiesta y regocijo... aunque a la verdad aquel negocio era más terrible y espantoso en apariencia que por daño que les pudiesen hacer». A pesar de ello, el impacto de ver su plaza vulnerada de aquella manera sirvió de acicate a los tarentinos para planear la rendición antes de ver mayores estrategias.
A finales de enero de 1502, sin haber conseguido establecer comunicación con el rey Federico I, los tarentinos pactaron la entrega de la ciudad, que quedó provisionalmente bajo la administración de Bindo de Ptolomeis, vasallo del rey de España. El 1 de marzo las tropas españolas ocuparon Tarento.

## Consecuencias
Con la rendición de Tarento y con la toma de Manfredonia ocurrida pocos días después se completó la ocupación de la mitad sur del reino de Nápoles por las fuerzas españolas de Gonzalo Fernández de Córdoba; todo Calabria y Apulia quedaron bajo su control.  Fernando de Aragón, cuya libertad fue garantizada por Fernández de Córdoba en las capitulaciones de Tarento, sería poco después detenido y enviado a España como prisionero, aunque años después sería rehabilitado por Carlos I de España, llegando a ocupar el virreinato de Valencia.